# Cierlicko
Cierlicko (cz. Těrlickoⓘ, niem. Tierlitzko) – wieś gminna i gmina w kraju morawsko-śląskim, w powiecie Karwina w Czechach, w historycznych granicach regionu Śląska Cieszyńskiego.

## Podział administracyjny
Obszar gminy wynosi 24,65 km² i składa się z 9 obrębów ewidencyjnych objętych przez 3 gminy katastralne:
- Cierlicko Dolne (cz. Dolní Těrlicko, niem. Nieder-Tierlitzko) – położona w północnej części gminy, ma powierzchnię 502,42 ha[4] (20,5% obszaru gminy). W 2001 mieszkało tu 407 z 4126 osób zemieszkujących całą gminę (9,9%)[5]. Z Cierlickiem Górnym połączona w jedną gminę w 1964.
- Cierlicko Górne (cz. Horní Těrlicko, niem. Ober-Tierlitzko) – położona w środkowej części gminy, ma powierzchnię 1181,51 ha[6] (47,9% obszaru gminy). W 2001 mieszkało tu 2890 osób (70%)[5]. Z Cierlickiem Dolnym połączona w jedną gminę w 1964. Większość zamieszkuje na zachód od Zalewu Cierlickiego, zaś na wschodnim brzegu znajduje się mniej ludny Kościelec (cz. Kostelec), dawniej samodzielna wieś.
- Grodziszcz (cz. Hradiště, niem. Grodischcz), gm. katastralna Hradiště pod Babí horou (Grodziszcz pod Babią Górą) – położona w południowej części gminy, ma powierzchnię 781,08 ha[7] (31,7% obszaru gminy). W 2001 mieszkało tu 829 osób (20,1%)[5]. Do 1975 roku samodzielna gmina.

Obręby ewidencyjne to: Broguvka, Dolní Těrlicko, Horní Těrlicko, Hradiště, Kamenka, Kościelec, Pacalůvka II, Rozsudek i Vrazidlo.

## Geografia
Miejscowość położona jest nad rzeką Stonawką, który wpływa do gminy z południa w kierunku północnym i przepływa najpierw przez Grodziszcz, następnie jej wody spiętrzone są przez zaporę w Zalewie Cierlickim, który rozdziela na dwie części zarówno Cierlicko Górne jak i Dolne. Na północnym zachodzie gmina sąsiaduje z Hawierzowem (Błędowicami i Żywocicami), na północy z Olbrachcicami, na wschodzie z Czeskim Cieszynem (ze Stanisłowicami i Koniakowem), na południu z należącymi do powiatu Frydek-Mistek Trzanowicami, Domasłowicami Dolnymi, Szobiszowicami i Żermanicami.

## Ludność
W 2001 do narodowości polskiej przyznało się 12,9% mieszkańców, następne mniejszości stanowili Słowacy (2,1%), Ślązacy (1%) i Morawianie (0,9%). Osoby wierzące stanowiły 56,5%, z czego 61,7% katolicy.
Na obszarze gminy działają koła Polskiego Związku Kulturalno-Oświatowego (PZKO), polskie przedszkole i szkoła.

## Nazwa
Na przestrzeni lat różnie zapisywano nazwę wsi. W dokumentach pojawia się jako Cierlitzko (1229), Czerliczcho (1250), Sierliczko (1268), Czerlitzko (1447), Čerličko (1473), Tierlitzko (1523), Czerlisko (1652), Czerlitzko (1679) i Tierliczko (1736). Później, do 1918 roku, w pismach urzędowych stosowano formę Tierlitzko. Prawnik Ludwik Klucki stosował konsekwentnie formę Cierlicko, zyskując tym sympatię u miejscowych chłopów, nie znających języka niemieckiego.

## Historia
Cierlicko to jedna z najstarszych miejscowości na Śląsku Cieszyńskim. Miejscowość została po raz pierwszy wzmiankowana w 1229 roku, w bulli papieża Grzegorza IX dla benedyktynów tynieckich, zatwierdzającej ich posiadłości w okolicy Orłowej, w tym właśnie Cierlicko jako Cierli(t)zko. W 1268 powstał klasztor Benedyktynów w Orłowej, który odtąd miał prawo do pobierania dziesięcin w Cierlicku. Benedyktyni orłowscy opiekowali się również kaplicą na Kościelcu.
Wieś politycznie znajdowała się początkowo w granicach piastowskiego księstwa opolsko-raciborskiego. W 1290 w wyniku trwającego od śmierci księcia Władysława opolskiego w 1281/1282 rozdrobnienia feudalnego tegoż księstwa powstało nowe Księstwo Cieszyńskie, w granicach którego znalazło się również Cierlicko. Od 1327 Księstwo Cieszyńskie stanowiło lenno Królestwa Czech, a od 1526 roku w wyniku objęcia tronu czeskiego przez Habsburgów wraz z regionem aż do 1918 roku w monarchii Habsburgów (potocznie Austrii). W połowie XV wieku benedyktyni orłowscy nie mieli już żadnych praw do pobierania czynszów z Cierlicka, który był już wsią szlachecką. Przez następne stulecia wieś miała wielu właścicieli, ale od 1731 roku stała się własnością wpływowego rodu Larisch-Mönnich. Rodzina ta uruchomiła pierwszą kopalnię węgla kamiennego w Karwinie w 1798, a wielu mieszkańców Cierlicka właśnie tam zaczęło pracować (niektórzy byli do tego wręcz zmuszeni). W Cierlicku Larischowie wybudowali swoją letnią rezydencję.
Po zniesieniu poddaństwa miejscowość stanowiła gminę na Śląsku Austriackim, w powiecie sądowym Cieszyn, w powiecie politycznym Cieszyn. Położona była na pograniczu dwóch grup etnograficznych Lachów i Wałachów, posługujących się odmianą polsko-śląskiej gwary cieszyńskiej.
Według austriackiego spisu ludności z 1910 Cierlicko Dolne miało 617 mieszkańców, z czego 611 (99%) było polsko-, a 6 (1%) niemieckojęzycznymi, 278 (45.1%) było katolikami a 339 (54,9%) ewangelikami, Cierlicko Górne miało 1390 mieszkańców, z czego 1387 było zameldowanych na stałe, 1368 (98,6%) było polsko-, 10 (0,7%) niemiecko- a 9 (0,6%) czeskojęzycznymi, 925 (66,5%) było katolikami a 464 (33,4%) ewangelikami, zaś w Grodziszczu mieszkało 785 osób, z czego 756 było zameldowanych na stałe, 735 (97,2%) było polsko-, 13 (1,7%) niemiecko-, a 8 (1,1%) czeskojęzycznymi, 370 (47,1%) było katolikami, 398 (50,7%) ewangelikami, 8 (1%) wyznawcami judaizmu, a 9 osób innej religii lub wyznania. Były to 3 niezależne gminy, a łącznie miały 2792 mieszkańców. Wśród nich 98,3% stanowiły osoby polsko-, 1,1% niemiecko-, a 0,6% czeskojęzyczne, 56,3% katolicy, 43% ewangelicy.
Po I wojnie światowej doszło do wybuchu polsko-czechosłowackiego konfliktu granicznego. Według porozumienia lokalnych organów władzy, RNKC i ZNV, Cierlicko, jako miejscowość blisko w stu procentach polskojęzyczna, w około 60% orientacji narodowo-polskiej, została podporządkowana administracji polskiej. Po wybuchu wojny polsko-czechosłowackiej 23 stycznia 1919 miejscowość została zajęta przez Czechosłowację. 3 lutego 1919 wyznaczono nową linię demarkacyjną, która dawała Czechosłowacji kontrolę również nad Cierlickiem. Ostatecznie miejscowość znalazła się w granicach Czechosłowacji zgodnie z arbitralną decyzją podziału Rady Ambasadorów w lipcu 1920 roku. Należała do powiatu Czeski Cieszyn. Od roku 1926 miejscowości nie mogły być już dłużej własnościami rodów pokroju Larischów, zaczęła się więc nowa era w historii Cierlicka.
W październiku 1938 r. Cierlicko Górne, Cierlicko Dolne i Grodziszcz zostały wraz z resztą tzw. Zaolzia zaanektowane przez Polskę. W miejscowości sformowano komisariat Straży Granicznej.
Podczas II wojny światowej zajęta przez nazistowskie Niemcy, w powiecie Teschen. Po wojnie pod naciskiem Józefa Stalina została przywrócona granica sprzed aneksji Zaolzia. W 1960 r. powiat czeskocieszyński przestał istnieć, a obszar gminy wszedł w skład powiatu Karwina.
W 1963 roku oddano do użytku Zaporę Cierlicką (wówczas największą tamę sypaną w Europie Środkowej), a woda zalała 141 budynków, w tym wiele użyteczności publicznej wraz z kościołem.
W 1964 r. połączono Cierlicko Dolne i Górne w jedną gminę, zaś Grodziszcz dołączono do nich w 1975 r. Dzięki Zalewowi Cierlickiemu gmina przeobraziła się w popularny ośrodek sportów wodnych i lokalny ośrodek rekreacji.

## Szkoły i kościoły
Pierwszą szkołą na terenie gminy była założona przez benedyktynów w XIII wieku. W 1705 postawiono pierwszy drewniany kościół, a w 1794 nową szkołę. Szkoła ewangelicka powstała w 1852, a lekcje były wykładane w językach niemieckim i polskim. Szkołę czeską uruchomiono w 1920.
W Cierlicku znajdował się drewniany katolicki kościół pw. św. Trójcy, zastąpiony ceglanym wybudowanym w latach 1769-1772 w stylu barokowym. Świątynia ta została zniszczona w trakcie budowy tamy. W Kościelcu znajduje się kościół pod wezwaniem św. Wawrzyńca, całkowicie przebudowany w 1908.
W latach 1966–1967 zbudowano w Cierlicki kościół ewangelicki, do którego została po aksamitnej rewolucji dobudowana wieża.

## Żwirkowisko
11 września 1932 w Cierlicku rozbił się samolot polskich pilotów Stanisława Wigury i Franciszka Żwirki, 2 tygodnie wcześniej biorących udział w prestiżowych zawodach lotniczych Le Challenge International Avions de Tourisme. W miejscu ich rozbicia w 1935 wybudowano mauzoleum i postawiono krzyż, w 1940 zniszczone przez nazistów. W 1950 postawiono nowe mauzoleum nazwane Żwirkowiskiem. Obecnie zarządzane jest przez Miejscowe Koło PZKO Kościelec (cz. Kostelec).

## Osoby urodzone w Cierlicku
- Wacław Aleksander Maciejowski – prawnik
- Ernest Farnik – nauczyciel, publicysta, działacz oświatowy i kulturalny
- Karol Chmiel – działacz oświatowy i biliotekarz

## Galeria

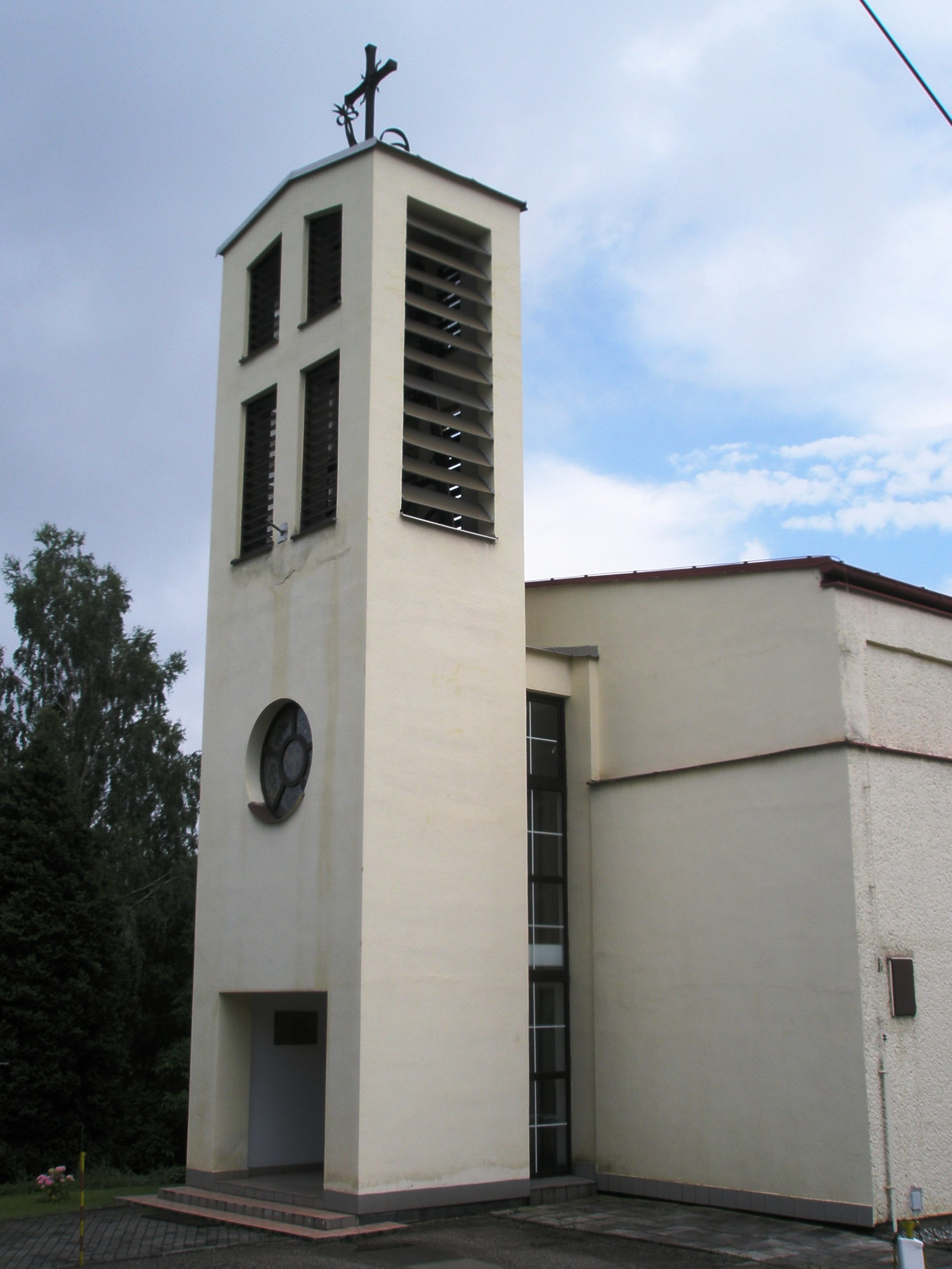
Kościół ewangelicki
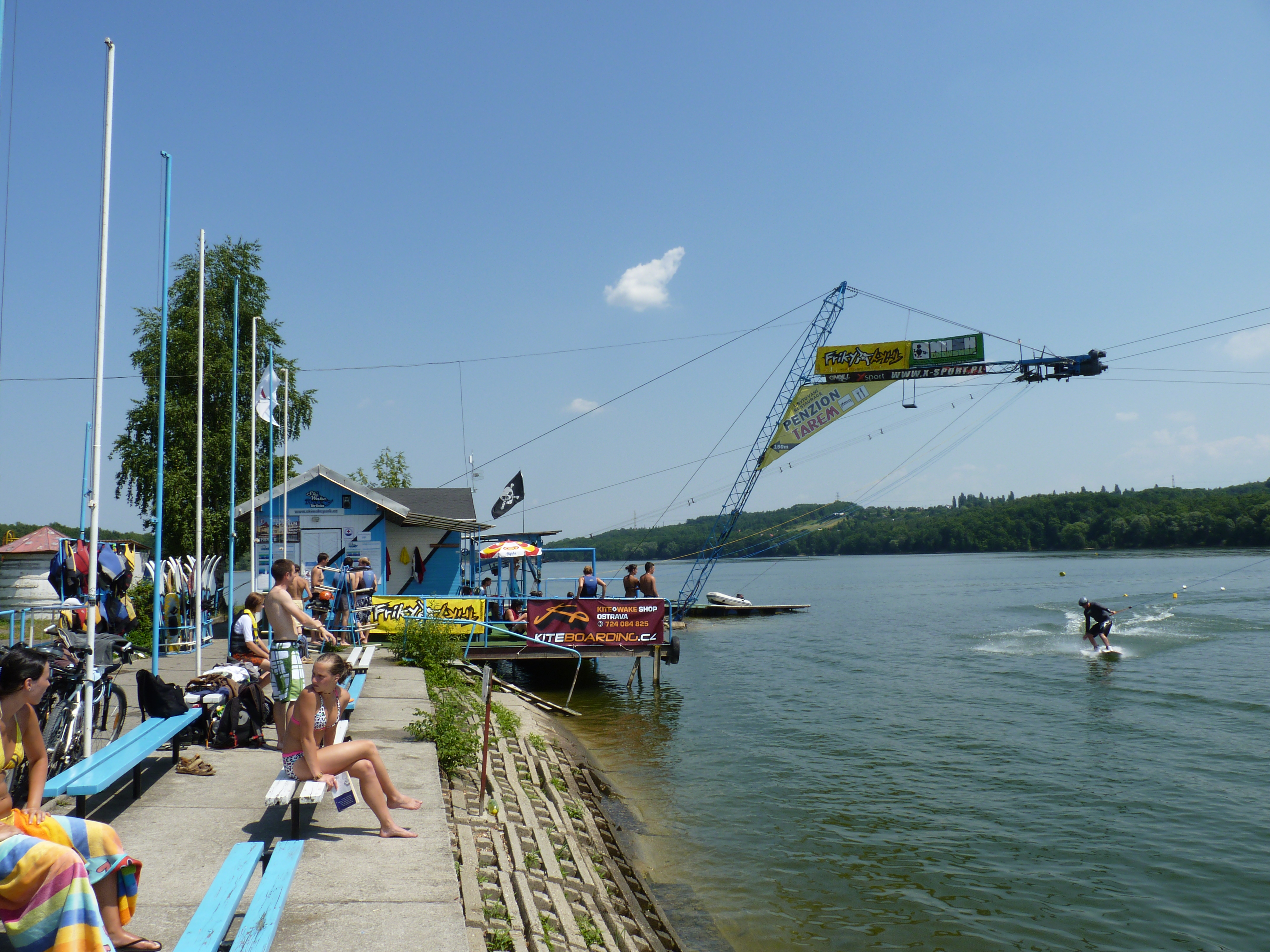
Zalew Cierlicki
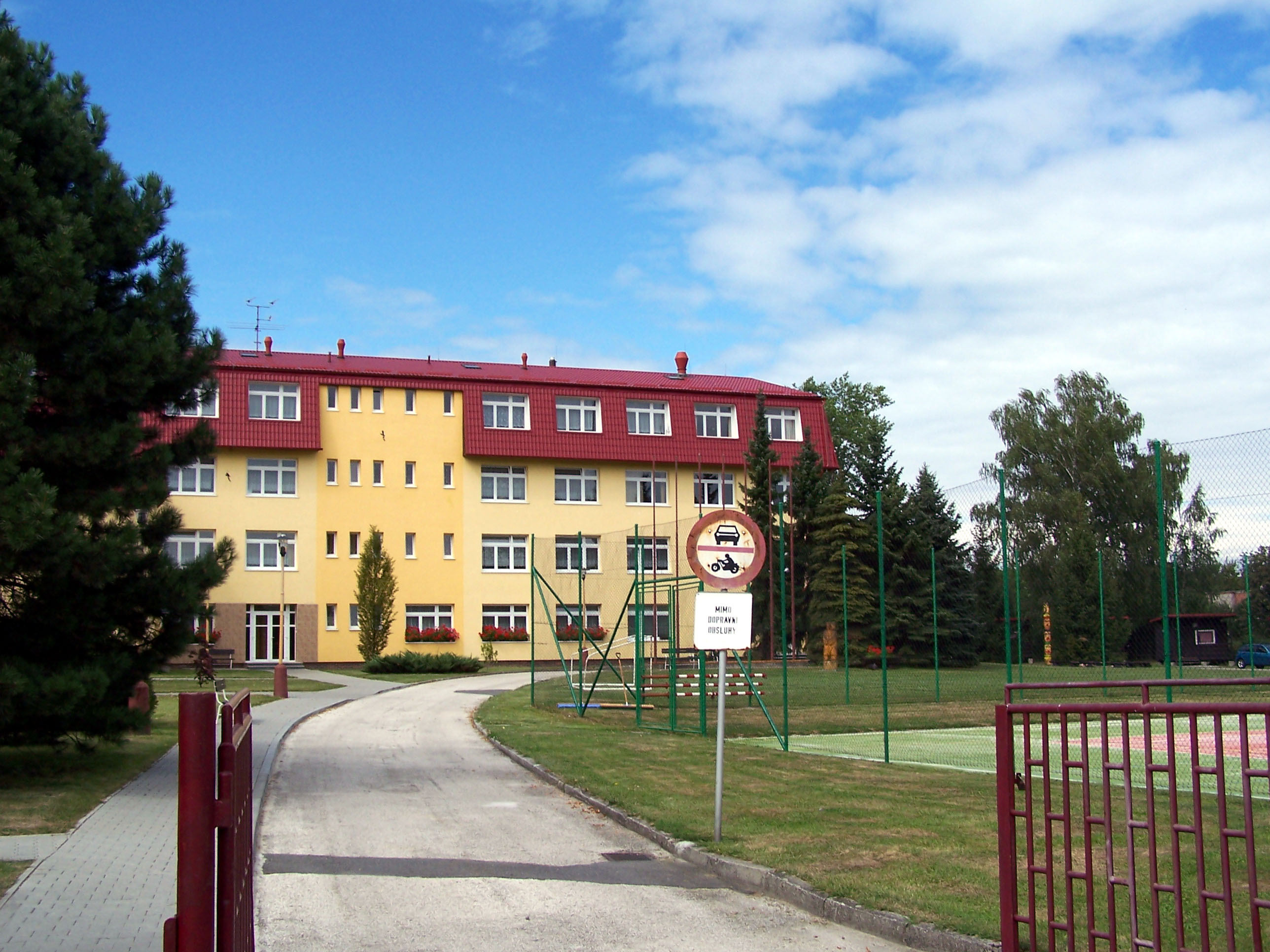
Sierociniec
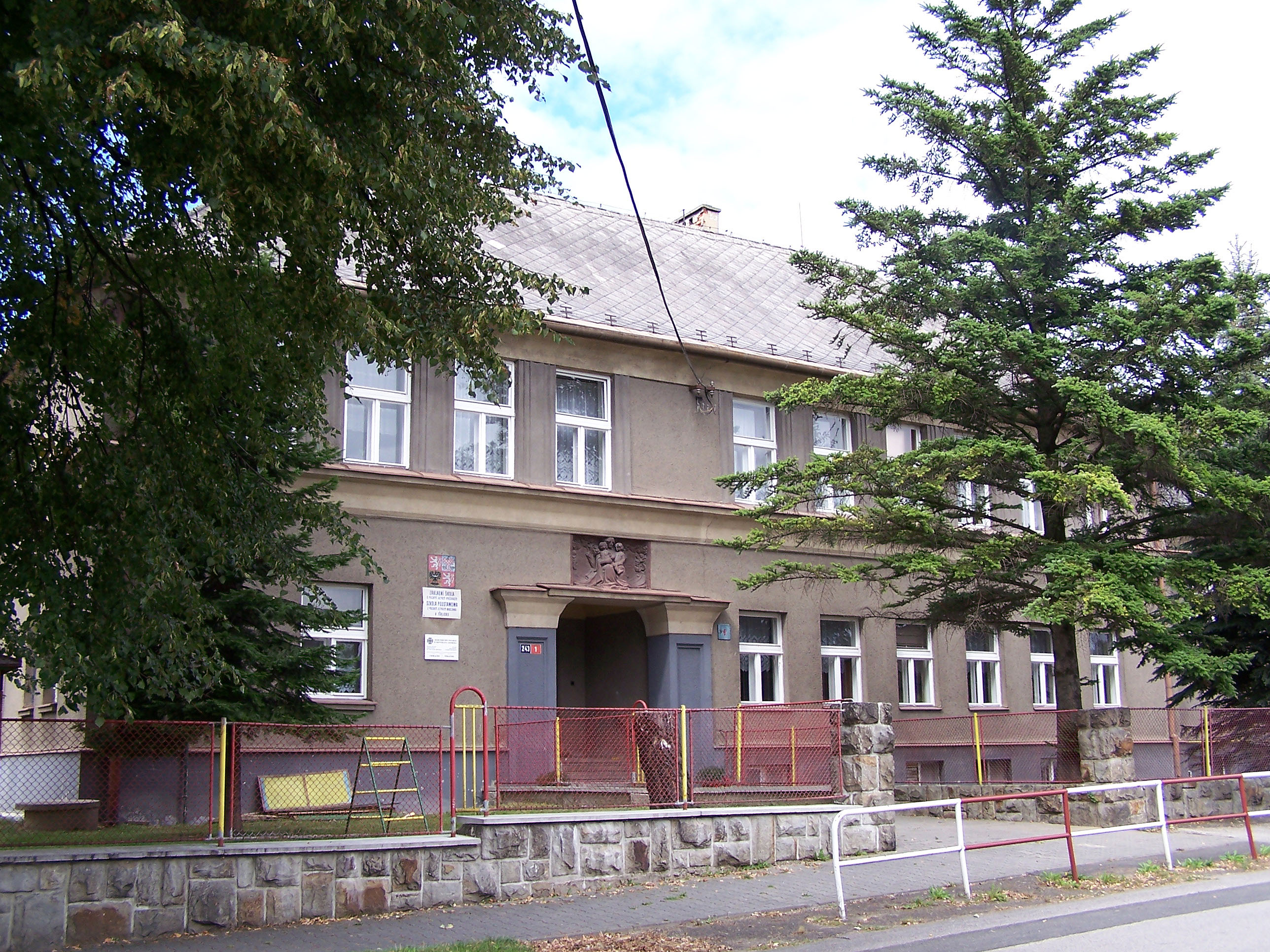
Polska szkoła podstawowa
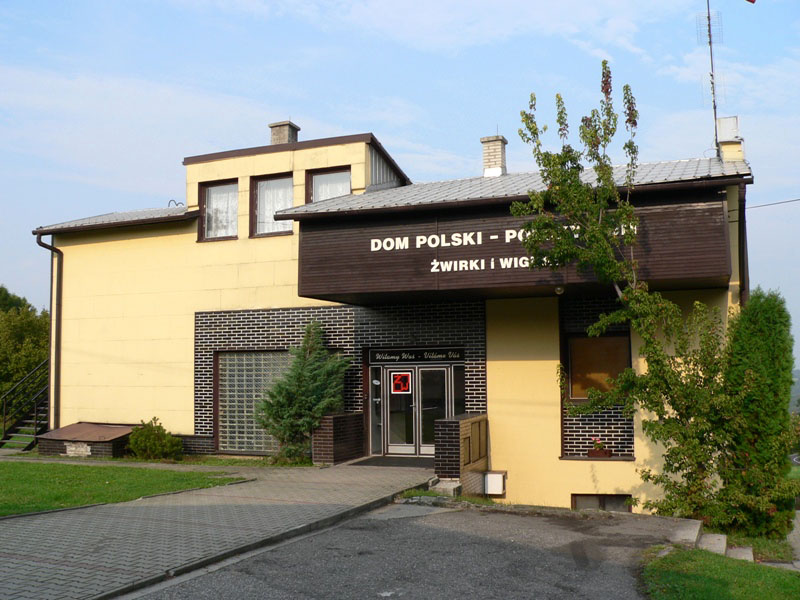
Dom Polski PZKO Kościelec
Pomnik na Żwirkowisku
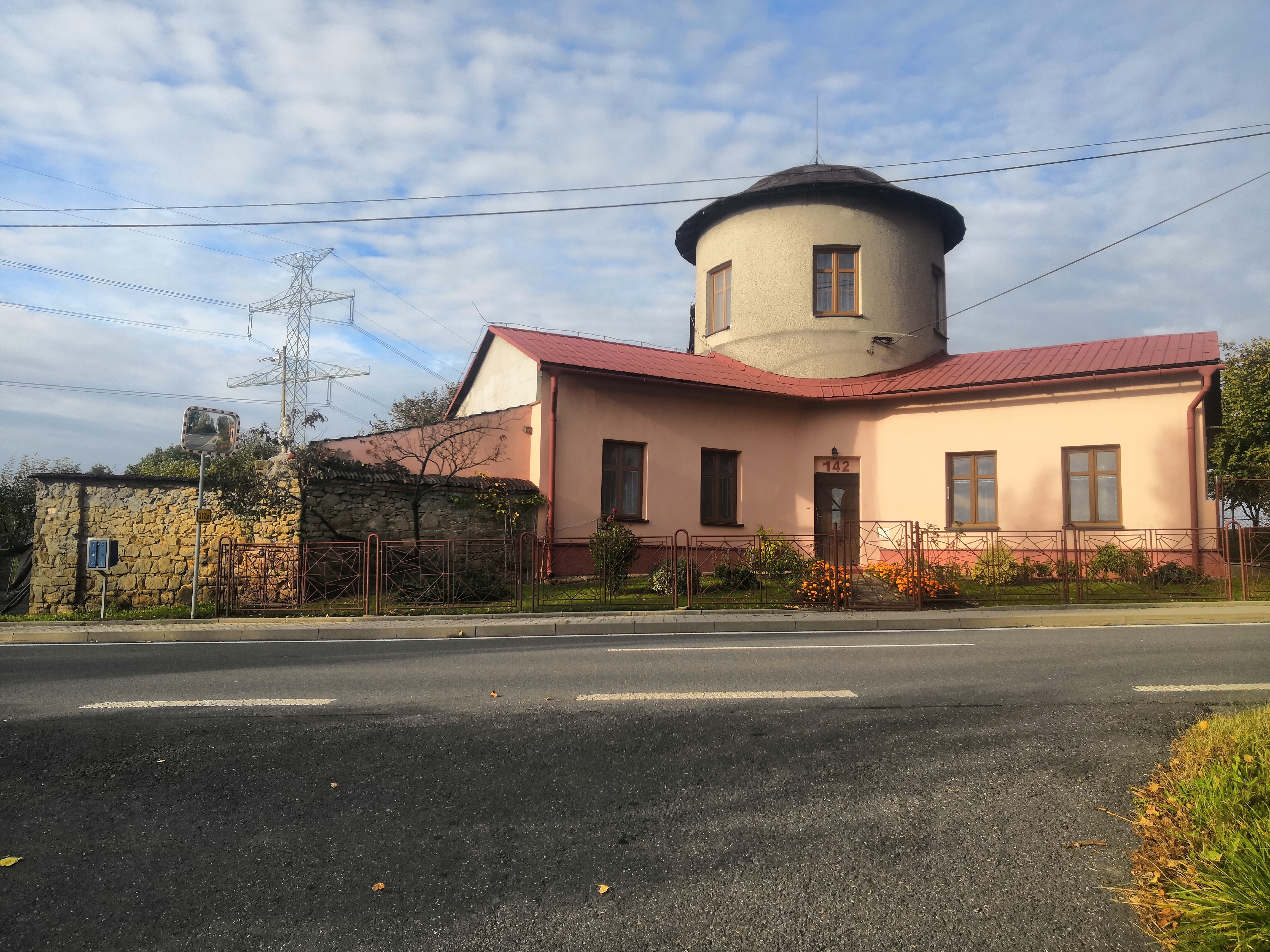
Letnia rezydencja Larischów